# 一宮市歌
「一宮市歌」（いちのみやしか）は、愛知県一宮市が制定した市歌である。作詞・尾上柴舟、作曲・信時潔（東京音楽学校）。

## 解説
1936年（昭和11年）に市制15周年を記念して市役所内に制定委員会を設け、市歌を文学博士の尾上八郎（柴舟）に、新民謡を詩人の北原白秋にそれぞれ委嘱して歌詞を懸賞募集した。市歌では東京市の白井彪（時代小説作家・渋田黎明花の別名義）による応募作が二等（賞金30円）に入賞したが、両部門とも一等入選が出なかったため「該当なし」として審査委員2名が直接作詞することになった。
作曲は東京音楽学校を通じて市歌を信時潔、新民謡「一宮ハッチャエ節」を大村能章がそれぞれ作曲し、8月28日に制定委員会と市会の合同協議で了承したのち、9月1日付で制定告示が行われる。発表演奏会は告示当日に真清田神社で開催された市制15周年記念式典で行われ、以後に市が主催する公式行事で斉唱することが取り決められた。コロナレコード（ポリドール販売）が製造したSP盤（規格品番：CA-7-A/B）では作曲者のクレジットを信時潔個人としているが、一宮市例規集では個人名義ではなく「東京音楽学校」としている。
1960年代には名古屋放送管弦楽団の団員であった岩田益蔵が市歌を行進曲調にアレンジした「一宮行進曲」を作成しており、2014年（平成26年）に楽譜が発見された。
市の公式サイトでは例規集に歌詞と楽譜が掲載されているが、主として演奏しているのは2001年（平成13年）に市制80周年シンボルソングとして選定した「人・街・未来へ」（作詞：松島賢一、補作・作曲：新実徳英）であり、従来から存在した「一宮市歌」は“「市民の歌」とは別に、「一宮市歌」もあります”と言及されるのみに留まっている。

## 備考
「一宮市歌」と同時に選定された新民謡「一宮ハッチャエ節」は、戦後に島倉千代子と中島孝の歌唱で日本コロムビアがカバー（規格品番：SPR-1692）を製造した。
一宮市は平成の大合併において尾西市と葉栗郡木曽川町を編入合併しており、合併協議会では「新市発足後、新市歌の制定も含め検討する」との申し合わせが行われたが、合併後は従来通り「一宮市歌」が存続し、尾西市が1958年（昭和33年）に制定した市歌「とよはたぐもの歌」は廃止されている（木曽川町は町民音頭のみ制定していた）。